# Підхулдочі
Підхулдочі (рос. Подхулдочи) — село Джидинського району, Бурятії Росії. Входить до складу Сільського поселення Нижньоторейське.
Населення — 9 осіб (2015 рік).